# Ophiomyxa longipeda
Ophiomyxa longipeda is een slangster uit de familie Ophiomyxidae.
De wetenschappelijke naam van de soort werd in 1888 gepubliceerd door Johannes Georg Brock.